# KBS 뉴스 헤드라인
《KBS 뉴스 헤드라인》(KBS NEWS HEADLINE)은 평일 저녁 6시 55분에 KBS 1TV에서 방송되었던 한국방송공사의 저녁 단신뉴스 프로그램이다.

## 기획 의도
그날의 주요뉴스를 간추려 전해드리는 한국방송공사의 저녁 단신뉴스 프로그램이다. 방송 및 타이틀의 명칭은 뉴스 헤드라인이다.

## 방송 시간
동 시간대에 긴급뉴스나 특집 뉴스로 편성된 경우에는 KBS 뉴스특보로 방송했었다.
| 방송 채널 | 방송 기간                          | 방송 시간                           |
| --------- | ---------------------------------- | ----------------------------------- |
| KBS 1TV   | 2001년 11월 5일 ~ 2002년 10월 27일 | 매일 오후 6시 55분 ~ 저녁 7시 (5분) |

## 앵커

### 역대 앵커
| 역대 | 진행자             | 진행 기간                         | 비고 |
| ---- | ------------------ | --------------------------------- | ---- |
| 1대  | 윤영미 前 아나운서 | 2001년 11월 5일 ~ 2002년 6월 30일 |      |
| 2대  | 홍소연 아나운서    | 2002년 7월 1일 ~ 2002년 10월 27일 |      |

## 경쟁 단신 뉴스 프로그램
- MBC 1분뉴스 (MBC TV)